# Румунський Народний Дім у Чернівцях
Румунський Народний Дім у Чернівцях — дім, який з кінця XIX століття став центром румунського культурного і громадського життя у Чернівцях та на Буковині.

## Діяльність «Товариства румунської культури та літератури на Буковині. Румунський Народний Дім»
Румунська спільнота Буковини почала дбати про своє національно-культурне життя ще під час революційних подій 1848 р.
Її лідери, серед яких особливо виділявся Євдоксій Гурмузакі, провели у Чернівцях 20 травня 1848 р. великі національні збори за участю представників усіх соціальних верств населення, на яких було прийнято меморандум до австрійського імператора і Віденського парламенту з низкою вимог щодо забезпечення їхнього національно-культурного розвитку.

Незабаром прийшло також усвідомлення необхідності створення друкованого органу, який би виражав національні інтереси і потреби буковинських румунів. Цю справу взяли на себе брати Георге і Александру Гурмузакі, які з жовтня 1848 р. до вересня 1850 р. видавали румунську політичну, релігійну і літературну газету «Буковина», подаючи матеріали у ній одночасно румунською та німецькою мовами.

Протягом всього періоду, починаючи з 1865 р. і аж до 1944 р., локомотивом руху за національно-культурне відродження буковинських румунів виступало Товариство румунської культури і літератури Буковини.

Перша (стара) будівля Румунського Народного Дому, яка служила румунській громаді Чернівців майже пів століття (старе фото)

Воно видавало газети, календарі, брошури, організовувало культурні заходи, театральні вистави, брало участь у відкритті румунських шкіл, забезпечувало учнів та студентів із бідних сімей навчальними стипендіями і місцями в інтернаті, який перебував у його власності.

Румунський Народний Дім був тісно пов'язаний з діяльністю «Товариства румунської культури та літератури на Буковині», яке фактично було його засновником.

В 1897 році це товариство викуповує відомий у місті готель «Вайс» на площі Рингплац (тепер — Центральна площа). В це приміщення поступово переходять усі культурні та благодійні товариства румунської громади.

Відомі громадсько-політичні діячі «Товариства румунської культури та літератури на Буковині» Д. Бежан, С. Пушкаріу, А. та Г. Гурмузакі, І. Ністор сприяли відродженню та розвитку румунської культури на Буковині та заснуванню інших товариств, як «Жунімя», «Академія ортодоксе», «Дачія», «Буковина», «Молдова», «Товариство румунських жінок», музичне товариство «Армонія», «Арбороаса», «Академія Ортодоксе»,

Початок будівництва нового приміщення Румунського Народного Дому — Палацу Культурулуй. На задньому плані (справа) - Темпель

Поряд з Товариством румунської культури і літератури Буковини на ниві національно-культурного виховання мас особливо відзначились академічні товариства, засновані румунськими студентами Чернівецького університету імені Франца Йосифа після його відкриття у 1875 р.

Від самого початку існування цього вищого навчального закладу у ньому діяла кафедра румунської мови і літератури, першим завідувачем якої був Іон Г.Сбієра.

У 1912 р. в університеті було відкрито також кафедру історії південно-західної Європи, на якій викладав професор Іон Ністор.

У 1864 р. в Чернівцях відбулися перші гастролі румунської театральної трупи (Фані Тардіні). Після створення Товариства румунської культури і літератури постановки румунських театральних колективів на Буковині стали регулярними.

У 1925 р. у Чернівцях був створений румунський Національний театр, в якому грали відомі актори. Для забезпечення театру необхідними кадрами у 1924 р. в столиці Буковини було відкрито Консерваторію музичного і драматичного  мистецтва.

## Побудова нової будівлі Румунського Дому
Після розпаду в 1918 році Австро-Угорщини і входження Буковини до складу Румунії в тогочасній архітектурі з'явилося намагання якомого ширше застосувати архітектурні стилі, характерні для королівської Румунії.

Вже готовий новий будинок Румунського Народного Дому під час Другої світової війни

У цей час постало питання про нову споруду для впливового румунського Товариства культури та літератури, оскільки приміщення старого готелю «Вайс», де воно розташовувалося з кінця XIX століття, не відповідало вимогам часу.

Адміністрація Буковини в особі міністра-делегата Янку Флондора виділила товариству земельну ділянку на розі площі Александрі (колишня Єлезавети, тепер — Театральна) та вулиці генерала Задіка (нині — Бандери).

Офіційно право на цю ділянку надали тільки у 1921 року, після того, як товариство передало своє старе приміщення шкільному інспекторові Буковини. Завдяки дуже вигідному і престижному місцю розташування будівельного майданчика знайшлося чимало охочих придбати його. На цю ділянку претендував, зокрема, університет. Упродовж майже 15 років право володіння ділянкою переходило від Товариства румунської культури і літератури до університету і навпаки. Останню крапку в цьому конфлікті поставив Чернівецький апеляційний суд, який своїм рішенням від 27 квітня 1935 року визнав Товариство єдиним і законним власником земельної ділянки.

Ще у 1921 році Товариство замовило проект споруди відомому архітекторові Дуїлю Марку. І якби не нескінчені судові процеси, на які товариство витратило майже два мільйони лей, місто мало би сьогодні набагато кращу і монументальнішу споруду, план якої зберігся у звіті Товариства за 1922 рік.

У 1935-у році стало очевидним, що товариство не в змозі збудувати не лише споруду за розкішним проектом Марку, а й набагато простішу.

Допомогу запропонували Митрополія Буковини та Православний релігійний фонд — найбагатші установи краю. Було підписано договір на будівництво та використання будинку між митрополитом Буковини Віссаріоном Пую та головою Товариства Грігорієм Нандришем. У ньому йшлося про те, що Товариство надає земельну ділянку, а Православний релігійний фонд виділяє для потреб будівництва необхідну суму коштів. Обидві сторони домовились спорудити у Чернівцях Палац національної культури, який буде служити як Товариству, так і Релігійному фонду — відповідно до часток, які їм належатимуть. Будівництво повинно було початися весною 1937 року, а завершитися 11 листопада 1938 року.

Тендер на будівництво виграла відома будівельна фірма з Бухареста «Дім Тіберія Єремія».

Будівельний майданчик було освячено 4 липня 1937 року, закладка наріжного каменя новобудови відбулося 26 жовтня цього ж року. Слід зауважити, що Палац збудований не так, як планувалось у договорі.

Згідно з новим проектом Хорія Крянге новобудова повинна була складатися з центрального блоку, що мав розміщуватися на площі Александрі (нині - Театральна), трьох блоків на вулиці Генерала Задіка (тепер — Бандери) та одного блоку на вулиці Університетській. Разом вони повинні були скласти суцільний комплекс будівель. Але через брак коштів вдалося збудувати тільки центральний блок, який поділявся на дві частини — комерційну і культурну.

На фото справа, в глибині, видно Темпель. Поруч з Єврейським Народним Домом ще не побудовано Румунський Дім, на площі видно торгові ряди
Вже готовий новий будинок Румунського Народного Дому. Площу, для створення архітектурного ансамблю, поглиблено та впорядковано
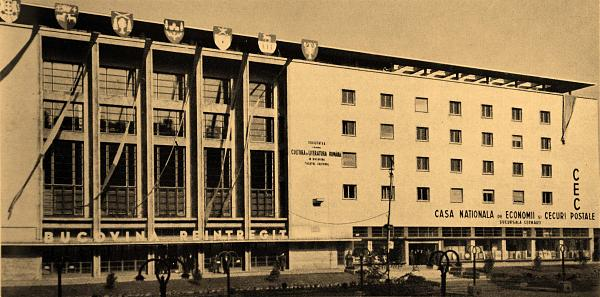
Будинок Румунського Народного Дому на початку 1940-го року
Вхід в будинок (в минулому старе приміщення Румунського Дому), де на першому поверсі розташовано румунське товариство ім. М.Емінеску.
Пам'ятна дошка з барельєфом румунського композитора Порумбеску на стіні біля входу в приміщення товариства імені М. Емінеску
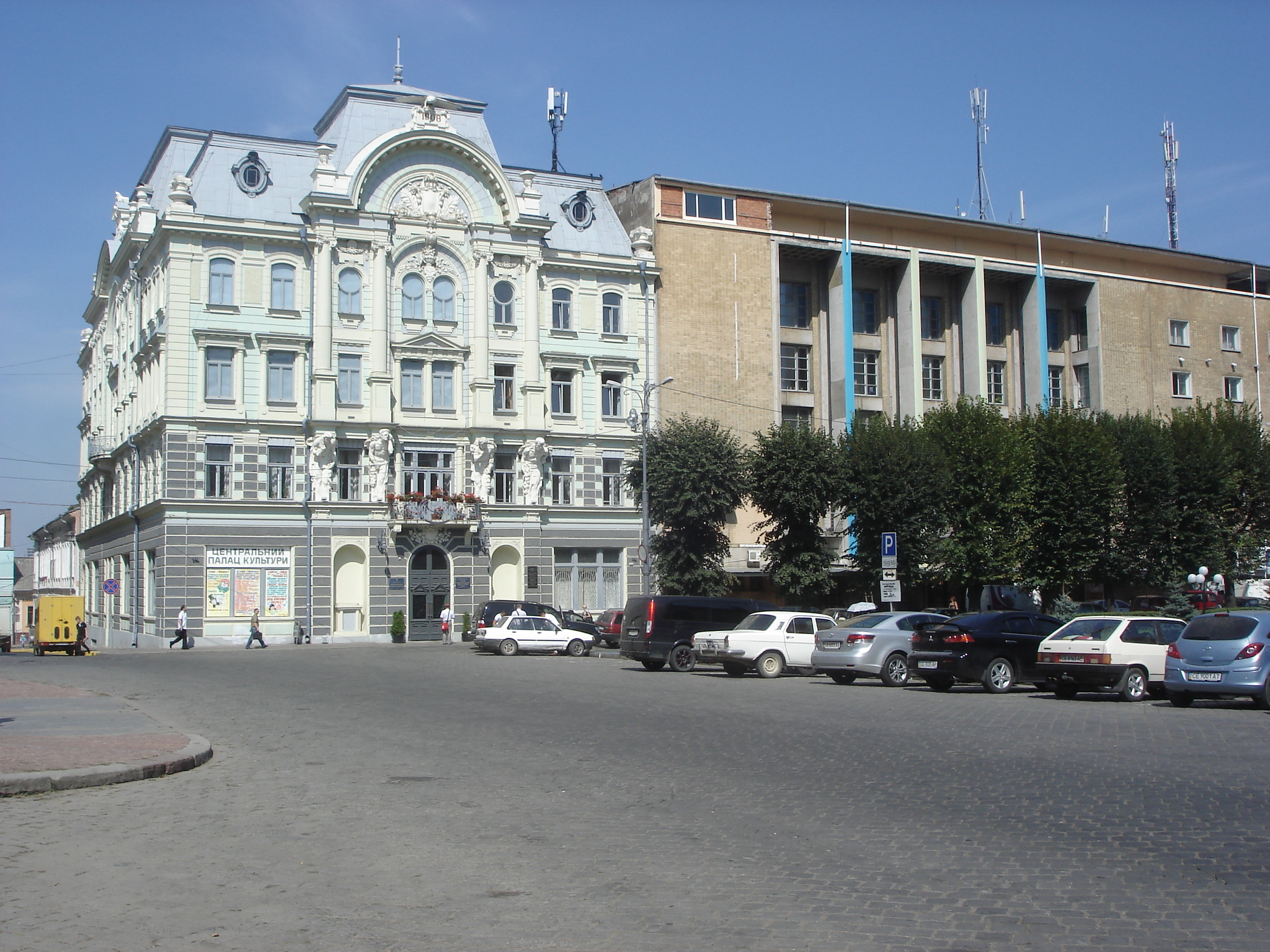
Сучасне фото. Справа від Єврейського дому видно побудований в 1938-1940 році Румунський Дім

Приміщення зареєстровано за двома власниками:

Культурна частина, а саме партер із вестибюлем і концертною залою, перший поверх з залою для засідань і читальною залою, другий — робочі кабінети, третій — читальна зала і бібліотека, четвертий — сховище бібліотеки належали Товариству.

Комерційна частина належала Православному релігійному фондові і складалася з наступних приміщень:

у партері — магазина та ресторану, на поверхах — кімнат готелю.

У підвалі було розташовано обладнання центрального опалення, на даху знаходилась оглядова тераса, з якої можна було побачити все місто.

Палац було завершено на початку 1940 року, хоча товариство переселилося туди тільки в травні, коли були повністю виправлені всі дрібні недоробки. Залишилось встановити тільки ліфт.

А вже 28 червня 1940 року у Чернівці ввійшли радянські війська і приміщення передали під різні установи.

## Румунський Народний Дім в 1941–1944 роках
Після початку в 1941 році війни між Німеччиною і Радянським Союзом Північна Буковина була знову окупована Румунією. Румунський Народний Дім продовжив свою довоєнну діяльність.

У листопаді 1942 року тут побували король Міхай, його мати королева Єлена та заступник голови Ради Міністрів Міхай Антонеску.

В період відступу в 1944 році німецьких військ на захід і їх короткочасного перебування на Буковині комерційна частина нової споруди Румунського дому була зайнята німецьким командуванням.

## Радянський період і період Незалежності України
Після повернення Радянської Армії в 1944 році і до проголошення Незалежності України у будинку розташувався гарнізонний Будинок офіцерів.

Після проголошення в 1991 році незалежності України приміщення Будинку офіцерів (Палацул културал) було передано в оренду різним комерційним структурам.

Більша частина будівлі, де знаходився Румунський Дім до 1940 року (Центральна площа, 6), належить Чернівецькому обласному апеляційному суду, а на першому поверсі розташовано румунське Товариство імені М.Емінеску.